# Vladislav Kreida
Vladislav Kreida (Tallin, 25 de septiembre de 1999) es un futbolista estonio que juega en la demarcación de centrocampista para el S. K. Sigma Olomouc de la Liga de Fútbol de la República Checa.

## Selección nacional
Después de jugar en la selección de fútbol sub-19 de Estonia y en la sub-21, finalmente hizo su debut con la selección absoluta el 11 de junio de 2019 en un encuentro de clasificación para la Eurocopa 2020 contra Alemania que finalizó con un resultado de 8-0 a favor del combinado alemán tras los goles de Leon Goretzka, İlkay Gündoğan, Timo Werner, Leroy Sané, un doblete de Marco Reus y otro de Serge Gnabry.

## Clubes
| Club                                 | País            | Año       | Partidos | Goles |
| ------------------------------------ | --------------- | --------- | -------- | ----- |
| F. C. Flora III Tallinn              | Estonia         | 2016      | 9        | 0     |
| F. C. Flora II Tallinn               | Estonia         | 2016-2018 | 59       | 6     |
| F. C. Flora                          | Estonia         | 2018-2021 | 77       | 6     |
| Helsingborgs IF (cedido)             | Suecia          | 2021      | 25       | 0     |
| N. K. Veres Rivne (cedido)           | Ucrania         | 2022      | 0        | 0     |
| Skövde AIK (cedido)                  | Suecia          | 2022      | 7        | 0     |
| F. C. Flora                          | Estonia         | 2022-2023 | 10       | 1     |
| St Patrick's Athletic F. C. (cedido) | Irlanda         | 2023      | 11       | 0     |
| F. C. Flora                          | Estonia         | 2023-2025 | 54       | 5     |
| S. K. Sigma Olomouc                  | República Checa | 2025-     | 1        | 0     |

## Palmarés

### Campeonatos nacionales
| Título                     | Club                | País            | Año  |
| -------------------------- | ------------------- | --------------- | ---- |
| Meistriliiga               | F. C. Flora         | Estonia         | 2019 |
| Supercopa de Estonia       | F. C. Flora         | Estonia         | 2020 |
| Copa de Estonia            | F. C. Flora         | Estonia         | 2020 |
| Meistriliiga               | F. C. Flora         | Estonia         | 2020 |
| Meistriliiga               | F. C. Flora         | Estonia         | 2022 |
| Meistriliiga               | F. C. Flora         | Estonia         | 2023 |
| Supercopa de Estonia       | F. C. Flora         | Estonia         | 2024 |
| Copa de la República Checa | S. K. Sigma Olomouc | República Checa | 2025 |